# Lobelia
Lobelia is een geslacht van kruidachtige planten uit de klokjesfamilie (Campanulaceae). Het geslacht telt rond de 200 soorten. Het geslacht is genoemd naar Mathias de Lobel.
Synoniemen van Lobelia zijn Enchysia, Haynaldia, Isolobus, Laurentia, Mezleria, Neowimmeria, Parastranthus, Rapuntium en Tupa.
Het geslacht komt wereldwijd voor, maar de meeste soorten komen voor in de neotropen, 69 soorten komen van nature voor in Zuid-Afrika.

## Kenmerken
De bladeren zijn meest verspreid geplaatst. De bloemen verschijnen vaak in trossen. Het vruchtbeginsel is onderstandig. Er ontwikkelt zich een doosvrucht. Bij de bloemen wordt het stuifmeel verspreid voordat de stempel bestoven kan worden, waardoor zelfbestuiving wordt voorkomen.
De meeste soorten hebben helder gekleurde bloemen. Veel soorten in de Andes worden bestoven door vogels  (kolibries). Andere soorten worden door insecten (bijen en vlinders) bestoven.
Lobelia's bevatten een giftig wit melksap, dat ook op de menselijke huid irritatie kan veroorzaken.

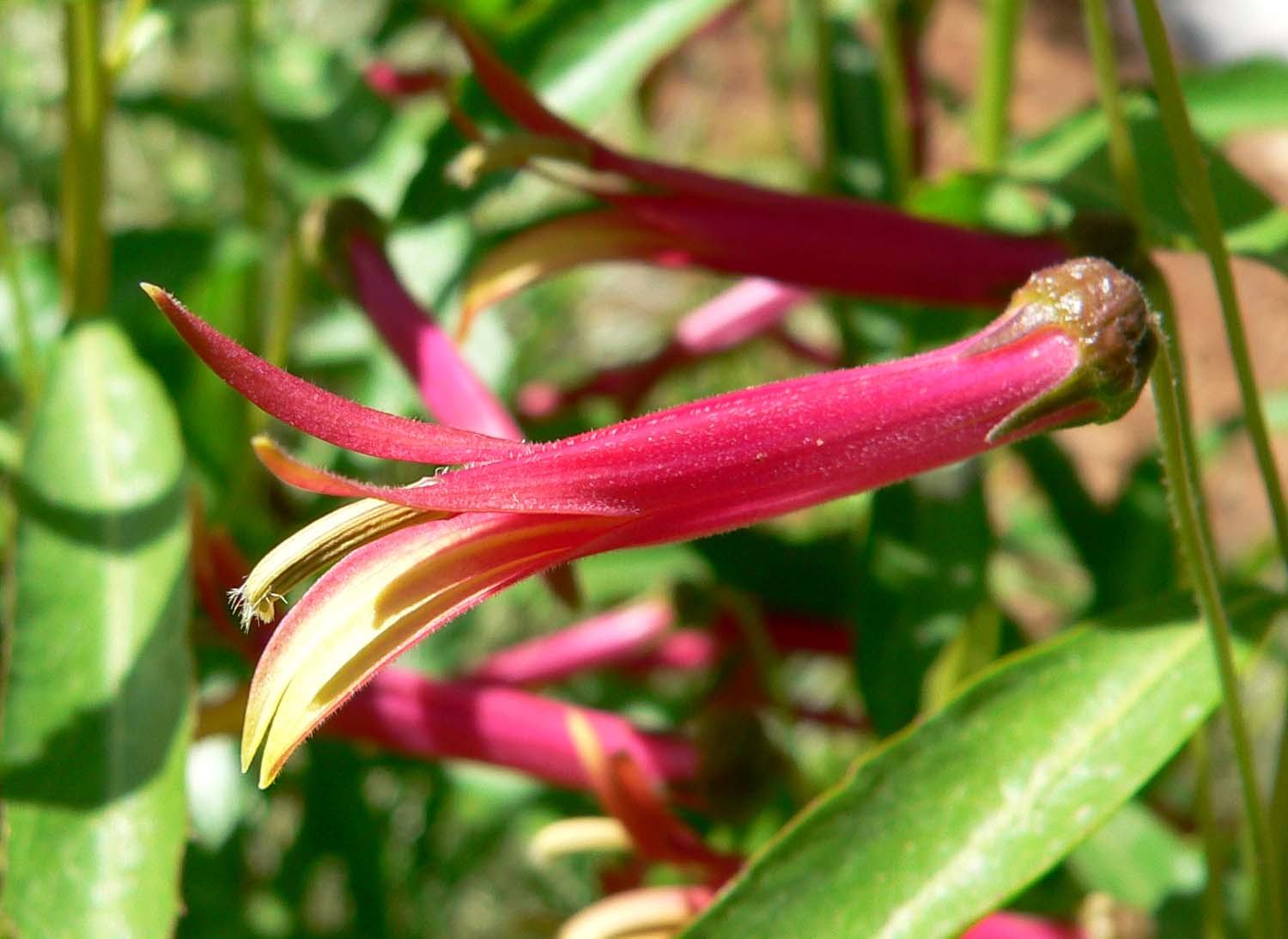
Lobelia laxiflora

## Voorkomen
In de Benelux komen in het wild voor:
- Waterlobelia (Lobelia dortmanna)
- Blaaslobelia (Lobelia inflata)
- Lobelia erinus (Tuinlobelia, verwilderd)

## Overige soorten
De volgende soorten worden ook beschreven:
- Lobelia aberdarica
- Lobelia anceps
- Lobelia deckenii
- Lobelia rhynchopetalum
- Lobelia urens (Brandlobelia), verdwenen uit België
- Lobelia wollastonii

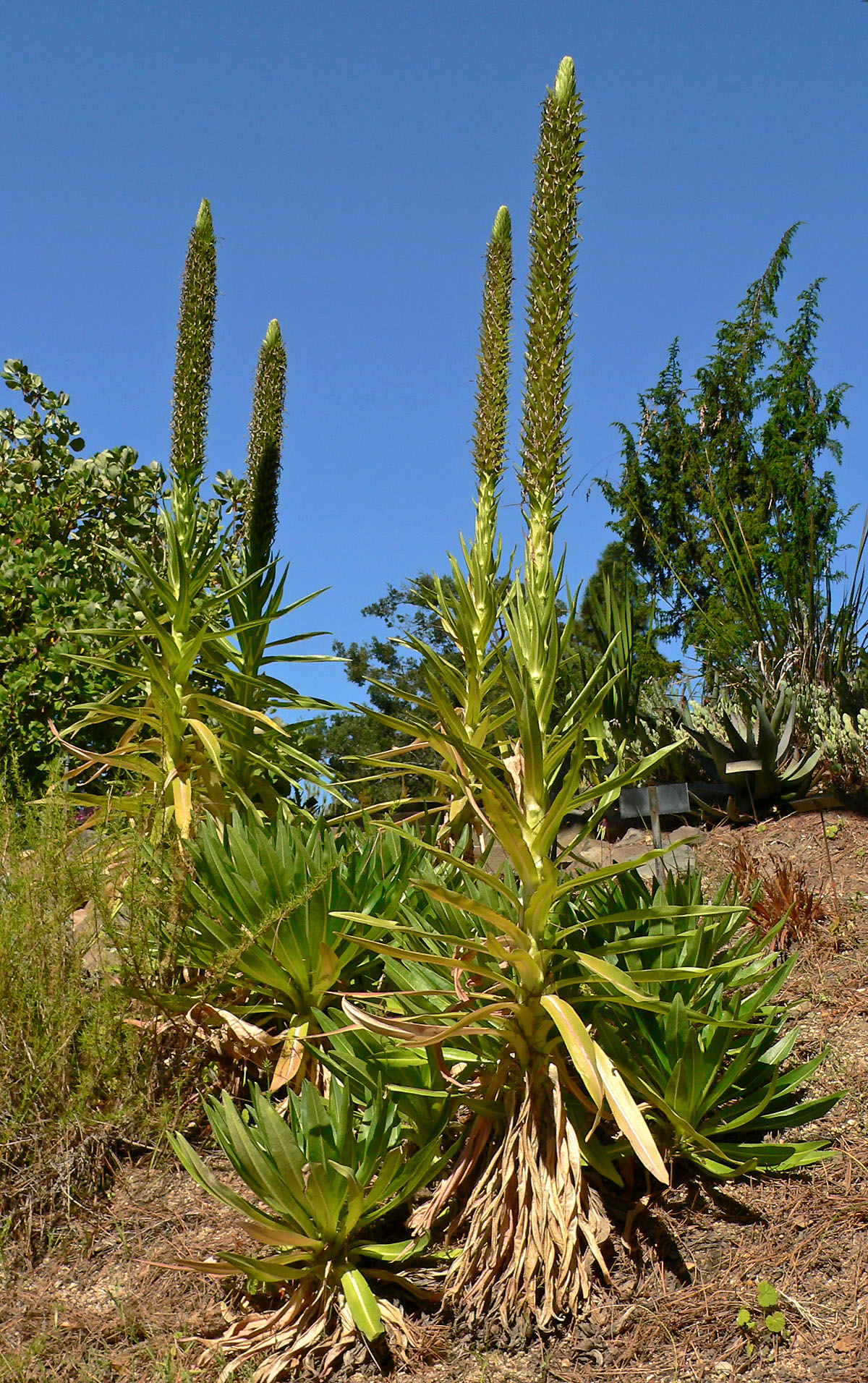
Lobelia aberdarica
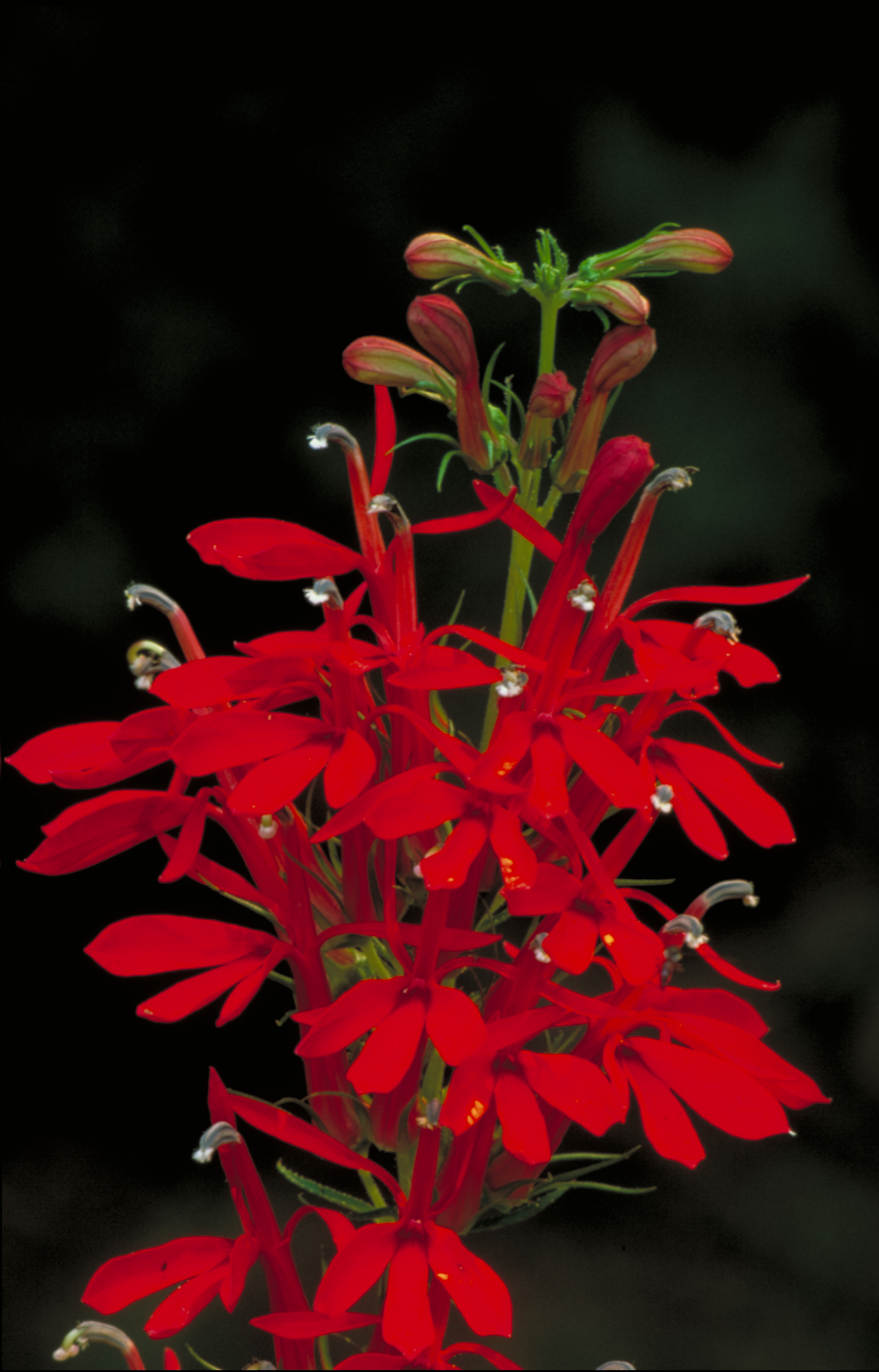
Lobelia cardinalis
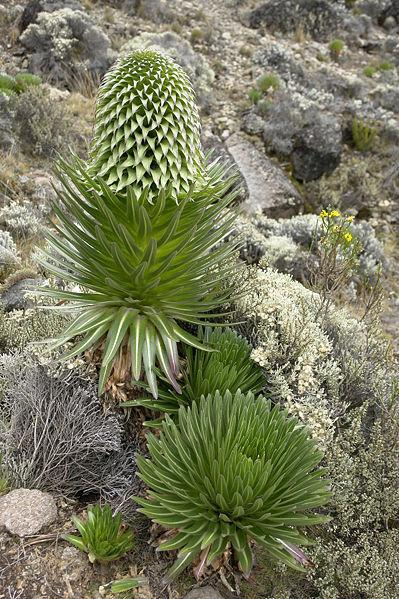
Lobelia deckenii
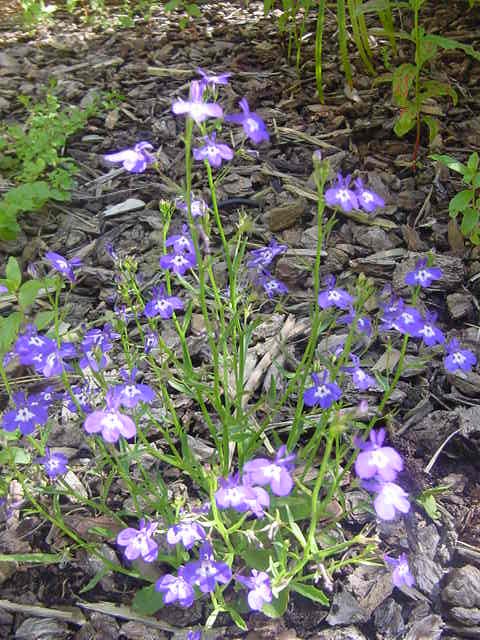
Lobelia erinus
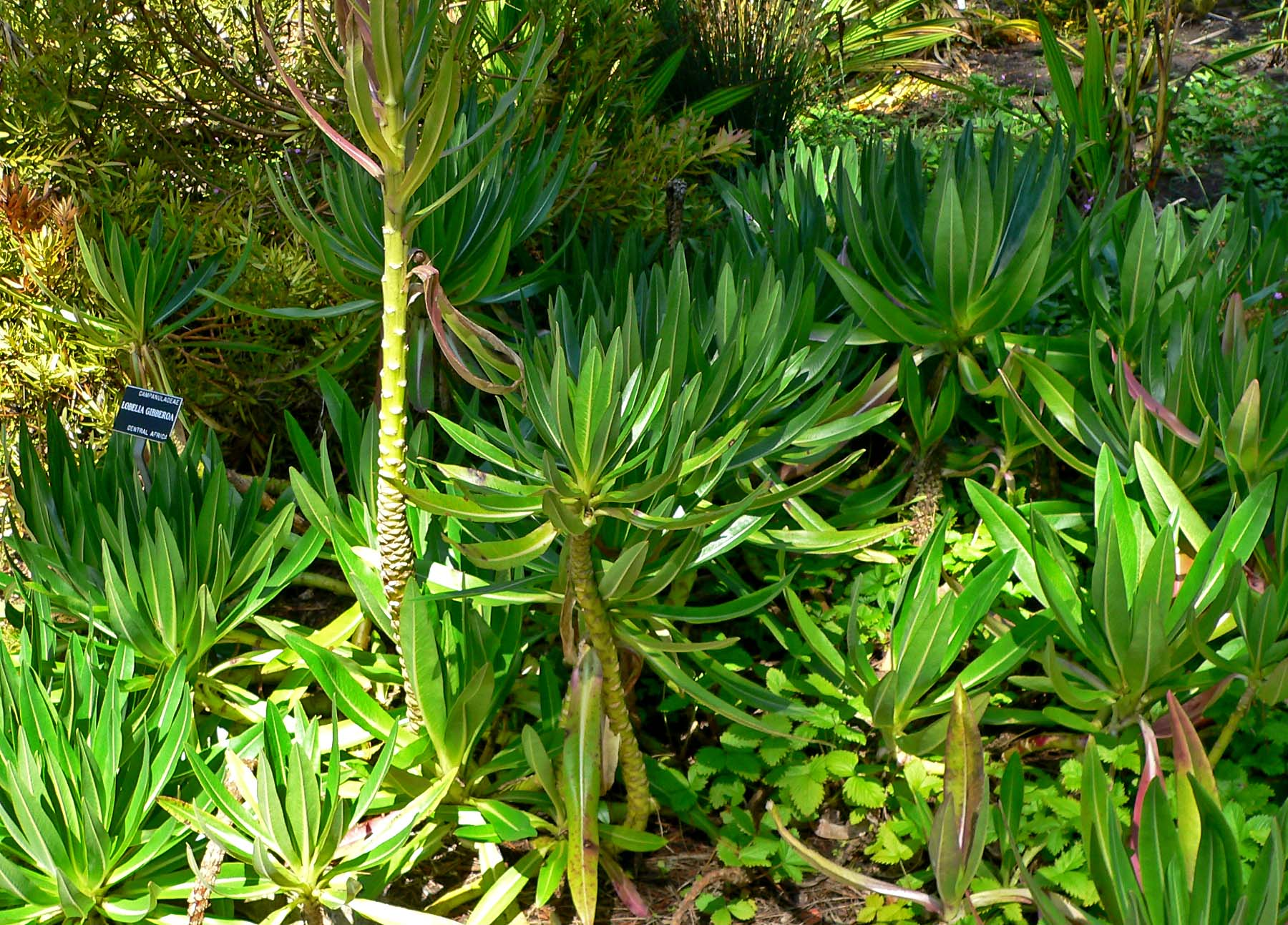
Lobelia giberroa
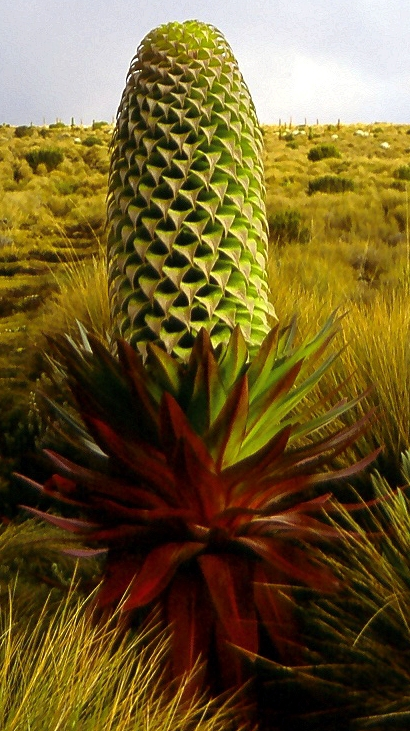
Lobelia gregoriana
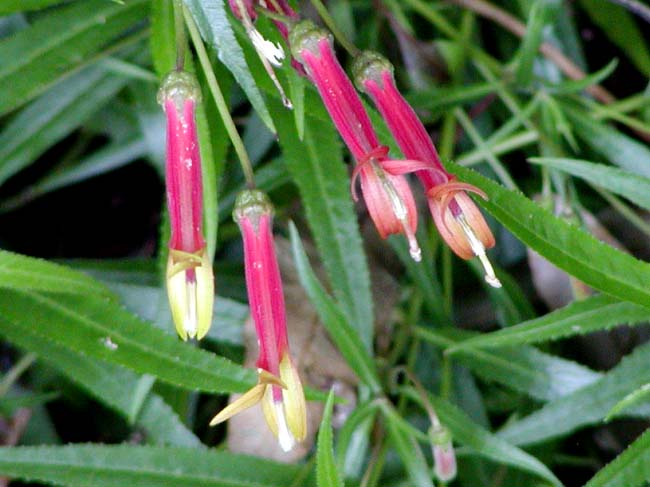
Lobelia laxiflora
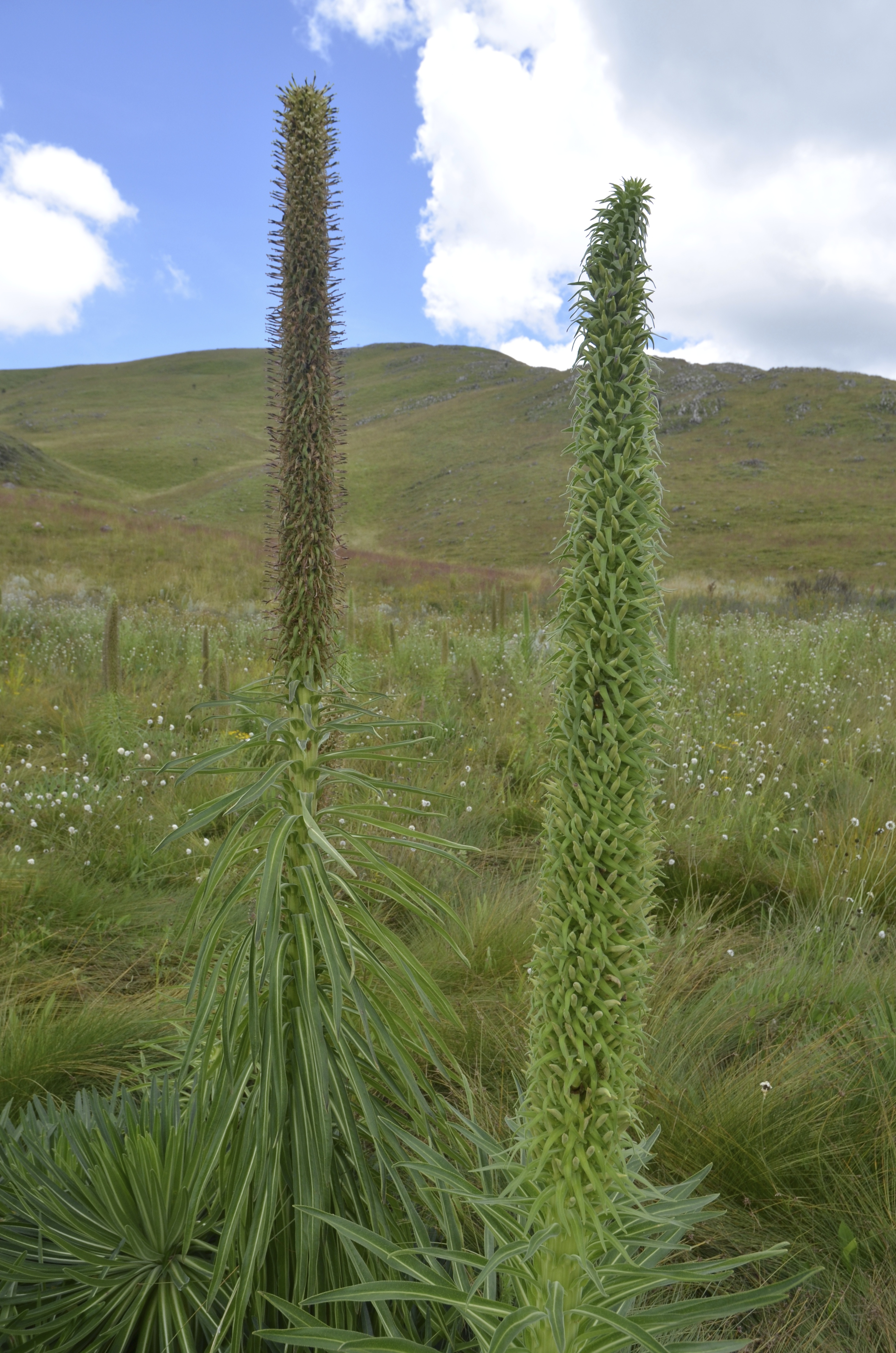
Lobelia mildbraedii
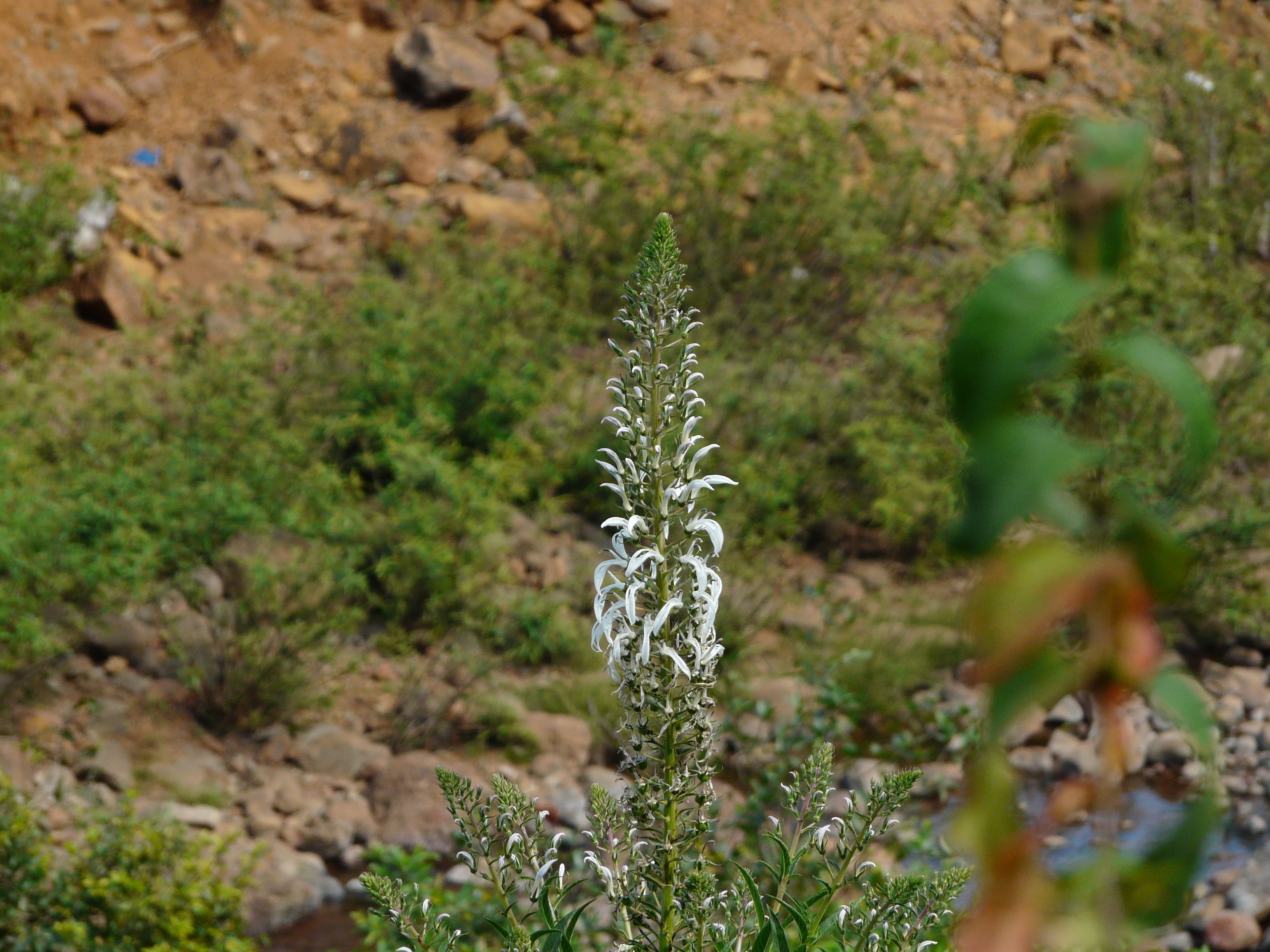
Lobelia nicotianifolia
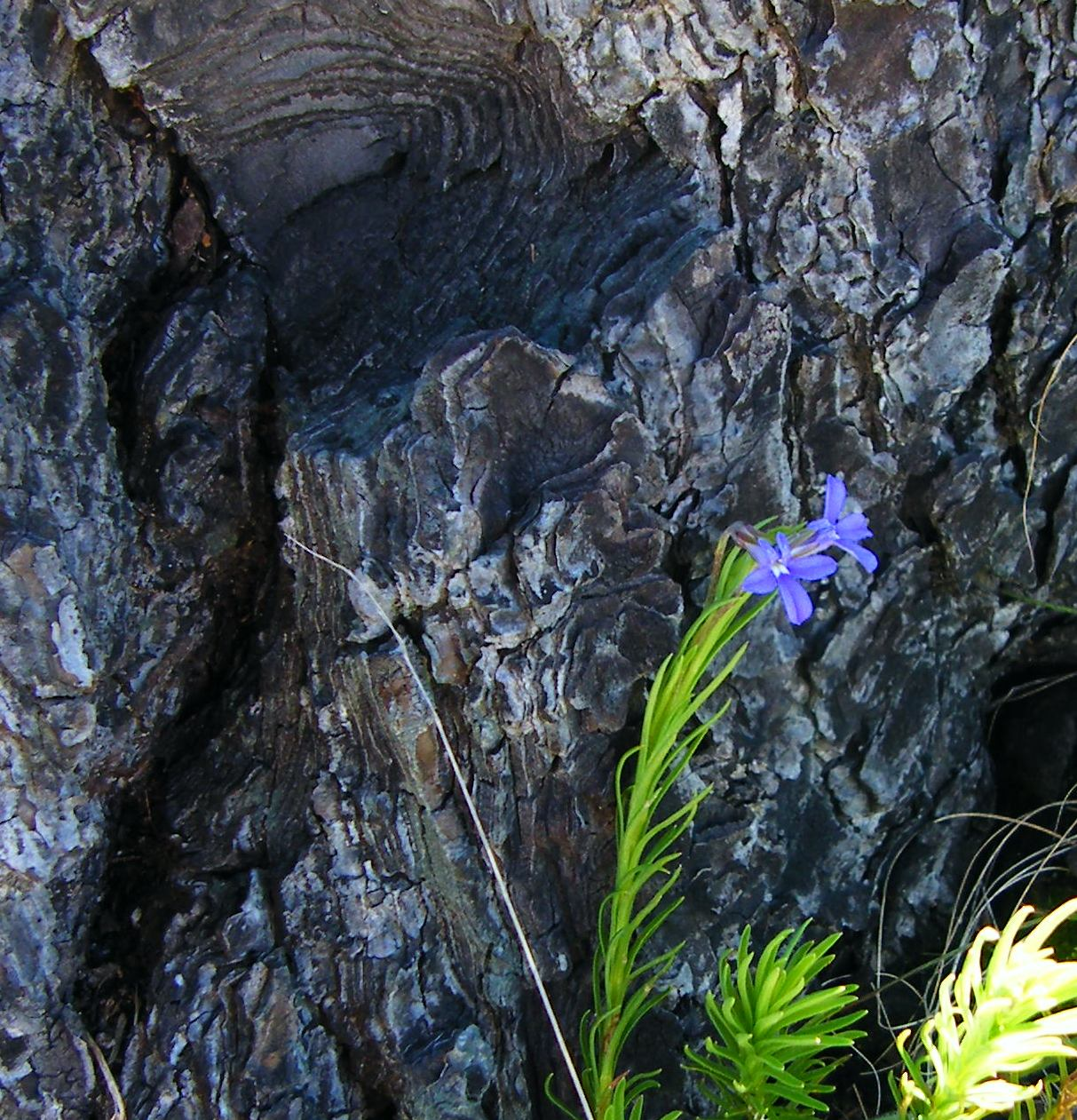
Lobelia pinifolia
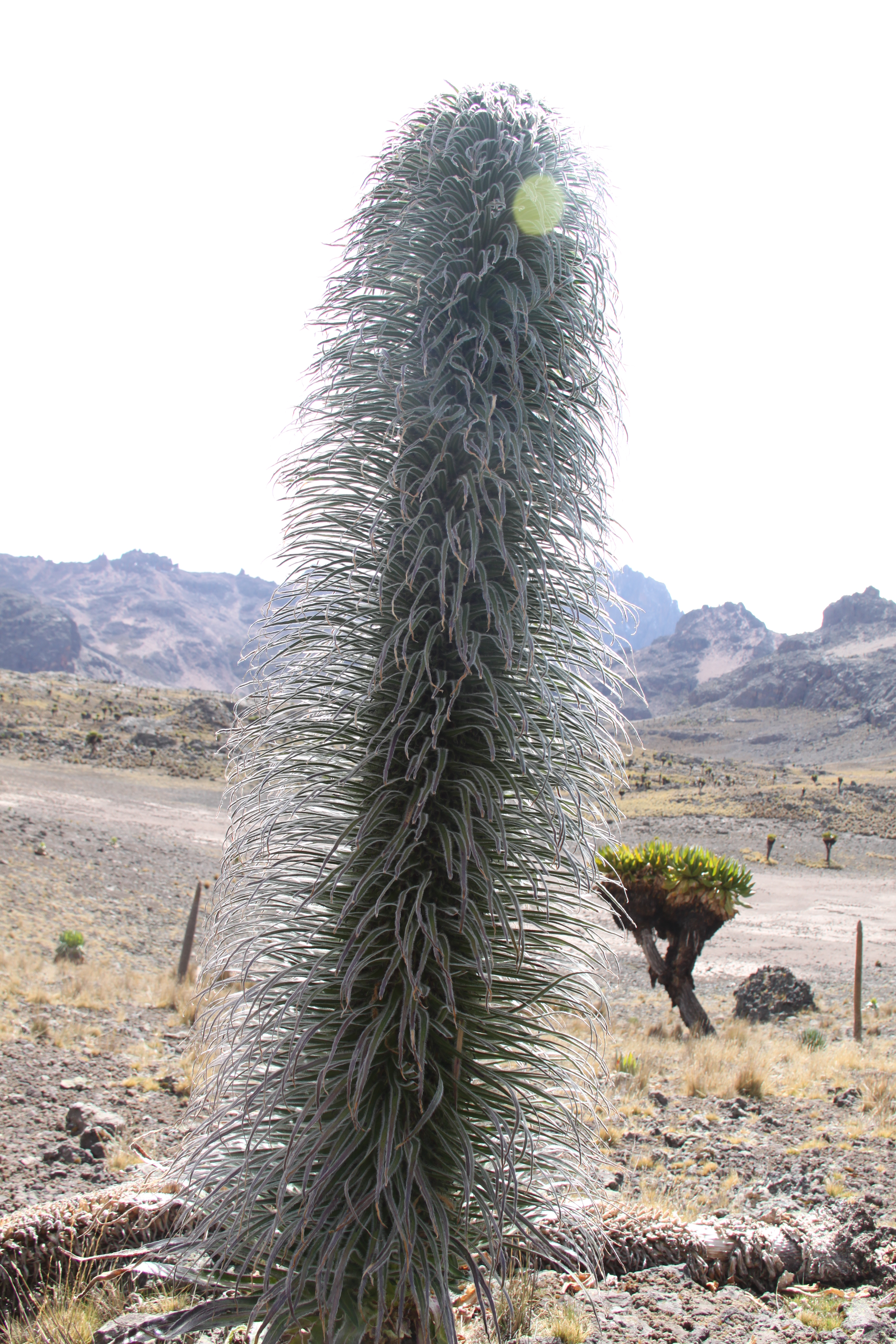
Lobelia telekii
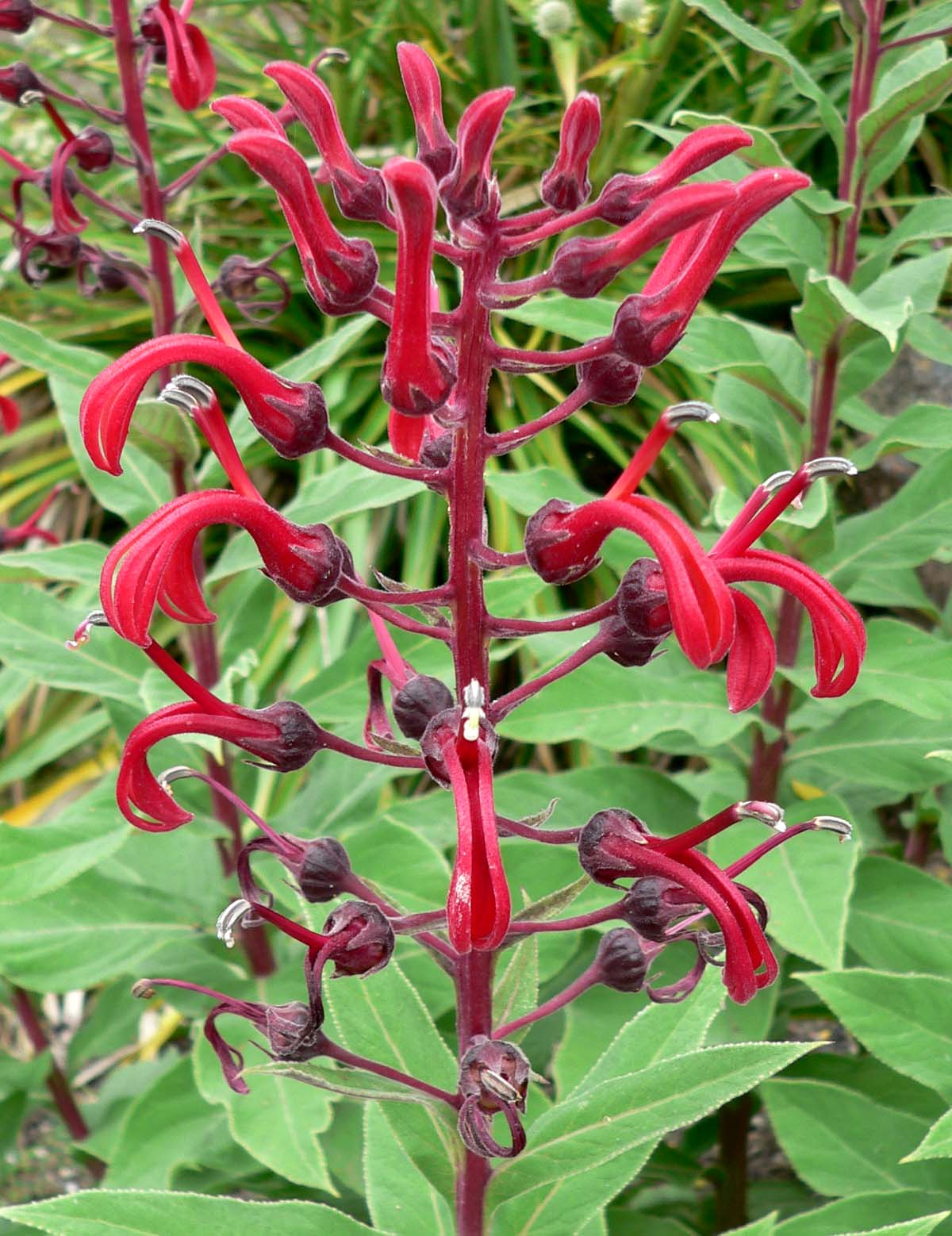
Lobelia tupa

## Tuin
Een aantal soorten worden ook in de tuin gekweekt.
Voorbeelden zijn Lobelia cardinalis, Lobelia siphilitica en Lobelia erinus (tuinlobelia). Vooral deze laatste is populair en is de basis voor een hele serie cultivars. De 'Cascade serie' met onder meer 'Blue cascade', 'Crimson cascade', 'Red cascade' en andere kleuren valt hierin op.
De meeste soorten zijn in de Benelux half winterhard. Meestal moeten we ze daarom ieder jaar opnieuw zaaien. Aan het einde van de winter voorzaaien in een kweekbak en in het voorjaar buiten uitplanten.

## Ecologische aspecten
Lobelia is waardplant voor de rupsen van diverse vlindersoorten, waaronder de zwarte-c-uil (Xestia c-nigrum).

## Diversen
De oorspronkelijke indianen van Noord-Amerika gebruikten Lobelia voor het behandelen van ademhalingsproblemen en spierstoornissen. Ook werd het als braakmiddel gebruikt. Lobelia siphilitica werd als geneesmiddel tegen syfilis beschouwd.
... · 
Adenophora · 
Brighamia · 
Cyanea · 
Campanula (Klokje) · 
Campanulastrum · 
Delissea · 
Jasione · 
Legousia (Spiegelklokje) ·  
Lobelia (Lobelia) · 
Ostrowskia · 
Phyteuma (Rapunzel) · 
Trachelium · 
Wahlenbergia · 
...